# Владимировка (Острогожский район)
Владимировка — хутор в Острогожском районе Воронежской области России. 
Входит в состав Дальнеполубянского сельского поселения.

## Исторические данные
По состоянию на 1886 год в бывшей господской слободе, центре Владимировской волости, проживало 1203 человека, насчитывалось 179 дворовых хозяйств, также были православная церковь, школа, рынок и 21 ветряная мельница..

## Население
| 1886 | 2000 | 2005 | 2010 |
| ---- | ---- | ---- | ---- |
| 1203 | ↘185 | ↘165 | ↘152 |